# Fontanelle (Venetien)
Fontanelle ist eine italienische Gemeinde (comune) mit 5707 Einwohnern (Stand 31. Dezember 2023) in der Provinz Treviso in Venetien. 

## Geographie
Die Gemeinde liegt etwa 25,5 Kilometer nordöstlich von Treviso am Mittellauf des Monticano, einem rechten Nebenfluss der Livenza. Das Gemeindegebiet 35,53 km² zeichnet sich durch zahlreiche verstreute kleine Siedlungen aus. Im westlichen Bereich des Gemeindegebiets liegt der Rio Piavesella, ein ehemaliger Seitenarm des Piave, der zu einem Bach verkümmert ist und begradigt wurde.

## Geschichte
Der Ort wurde erstmals 1233 als Fontanellis urkundlich erwähnt. Erste menschliche Spuren reichen allerdings bis in die Bronzezeit zurück.

## Gemeindepartnerschaft
- Auterive,  (Département Haute-Garonne), seit 1989

## Persönlichkeiten
- Amelia Magro (1937–2003), Fotografin